# Scharfer Zinnober-Täubling
Der Scharfe Zinnober-Täubling  (Russula rubra) ist ein Pilz aus der Familie der Täublingsverwandten. Er hat einen auffallend samtig-matten, zinnoberroten Hut und creme-ockerfarbenes Sporenpulver. Wie alle Täublinge aus der Untersektion Rubrinae schmeckt er scharf.

## Merkmale

### Makroskopische Merkmale
Der Hut ist 4–10 cm ist breit, fleischig, beim jungen Pilz halbkugelig geformt, doch später ausgebreitet bis niedergedrückt. Der Hut ist zinnober-fleischrot oder rosa gefärbt, in seltenen Fällen auch ganz weiß und nur rosa gefleckt. Oft ist der Rand heller oder ganz weißlich, glatt, oft ein wenig gewellt und selbst im Alter kaum gerieft. Die Huthaut ist matt samtartig und nicht oder fast nicht abziehbar. Auch bei feuchter Witterung ist sie nur wenig schmierig.
Die Lamellen sind weiß, später cremefarben bis gelblich. Sie stehen ziemlich dicht und sind ausgebuchtet am Stiel angeheftet. Oft sind sie auffallend gegabelt oder queradrig verbunden. Das Sporenpulver ist cremefarben bis ocker.
Der Stiel ist 1–2,5 cm dick, weiß und wird im Alter an der Basis oft grau. Bei jungen Fruchtkörpern ist das Stielfleisch voll und recht fest, wird aber später mehr oder weniger schwammig. Das Fleisch ist weiß und schmeckt sofort brennend scharf. Es reagiert sehr stark mit Guajaklösung. Der Geruch ist sehr schwach, eventuell leicht obstartig oder leicht honigartig.

### Mikroskopische Merkmale
Die breit-elliptischen, fast kugeligen Sporen sind 8–10 µm lang und 7–8 µm breit und mit feinen, stachligen Warzen besetzt, die durch Linien teilweise netzartig verbunden sind. Sie sind oft kettenartig aufgereiht. Die Pleurozystiden sind 6–8 µm breit und oft appendikuliert. Die Hyphen-Endzellen der Huthaut sind oft inkrustiert, variabel, mehr oder weniger stumpf oder dünn zulaufend bis erweitert. Die mitunter zahlreichen Pileozystiden sind 5–10 µm breit, zylindrisch bis keulig geformt oder an der Spitze verschmälert und 0– 3-fach septiert. Sie färben sich mit Sulfovanillin blau an.

## Artabgrenzung
Der Täubling lässt sich mit einer ganzen Reihe von zinnoberroten, matt-hütigen Täublingen verwechseln. Die rothütigen Gelbsporer aus der Sektion Insidiosae wie der Weinrote Dotter-Täubling haben glänzendere Hüte. Auch der Schwachfleckende Täubling kann sehr ähnlich sein. Er hat aber ebenfalls eine glänzendere, gut abziehbare Huthaut. Der Ockerblättrige Zinnober-Täubling und der Harte Zinnober-Täubling, die beide ein ähnliches Erscheinungsbild (Habitus) haben, schmecken mild und sind höchstens leicht bitter. Der Harte Zinnober-Täubling unterscheidet sich zudem durch das hellere Sporenpulver.

## Ökologie
Der Scharfe Zinnober-Täubling ist wie alle Täublinge ein Mykorrhizapilz, der vorwiegend mit Rotbuchen eine Symbiose eingeht. Eventuell können auch Eichen als Mykorrhizapartner dienen.
Der Pilz bevorzugt schattige Buchen-Mischwälder, besonders Waldmeister-Buchenwälder, aber auch Labkraut-Tannenwälder.
Als kalkliebende Art bevorzugt er frische, neutrale bis alkalische, basenreiche, aber nicht zu nährstoffreiche Böden. Typischerweise findet er sich auf anlehmigen Braunerden über Kalk, selten auch über Kalksanden oder Mergeln. In höheren Lagen kommt er auch über basenreicheren Graniten und Gneisen vor.
Die Fruchtkörper erscheinen von Mitte Juli bis Ende September. Er kommt im Hügel- und unteren Bergland vor.

## Verbreitung

Europäische Länder mit Fundnachweisen des Scharfen Zinnober-Täublings.
Legende:
Länder mit Fundmeldungen
Länder ohne Nachweise
keine Daten
außereuropäische Länder

Der Scharfe Zinnober-Täubling kommt in Nordasien (Korea), Nordamerika (USA),
Europa und auf den Kanaren vor.
In Deutschland ist der Pilz selten und wurde bisher nur in Baden-Württemberg, Bayern und Thüringen sicher nachgewiesen.

## Systematik

### Infragenerische Systematik
Der Scharfe Zinnober-Täubling gehört zur Untersektion Rubrinae, die unterhalb der Sektion Lepidinae steht.
Bei den Vertretern dieser Subsektion handelt es sich um große oder mittelgroße Arten, die meist rötliche oder rosa Hüte haben. Die Huthaut ist matt bis samtig und angewachsen oder kaum abziehbar. Sie besitzen bisweilen undeutlich inkrustierte Dermatozystiden.

### Unterarten und Varietäten
Russula rubra var. sapida  Cooke wird heute dem Honigtäubling (Russula melliolens) zugeordnet.
 Russula rubra f. poliopus   Romagn.
Die Huthaut ist mehr oder weniger abziehbar. Der Stiel ist weiß und neigt zum Vergrauen. Er ist so gut wie niemals rosa überhaucht, aber oft stark runzelig oder aderig. Die Sporen tragen weit entfernt stehende, leicht gratige Warzen, die bisweilen lose in einer Kette aufgereiht sind. Die Zystiden entsprechen denen des Typs. Die Hyphenendzellen sind oft verschmälert oder gewunden und tragen feine Inkrustierungen (Ablagerungen), die man aber leicht übersehen kann. Die Pileozystiden sind am oberen Ende mehr oder weniger keulig oder kopfig, etwa 10 (12) µm breit und nicht oder nur einfach septiert.
 Russula rubra subsp. kavinae   (Melzer & Zvara) Singer wurde auch als Syn. Russula kavinae als eigene Art beschrieben. Sehr ähnlich wie der Typ, aber mit stärker rosafarbenem Hut, fruchtigerem Geruch und etwa 8 µm breiten Sporen mit dichter stehenden Warzen.

## Bedeutung
Aufgrund seines scharfen Geschmacks ist der Scharfe Zinnober-Täubling ungenießbar und möglicherweise leicht giftig.